# Сьерра-Колорада
Сьерра-Колорада (исп. Sierra Colorada, «Цветные горы») — посёлок в департаменте Нуэве-де-Хулио провинции Рио-Негро (Аргентина), административный центр департамента.

## История
Населённый пункт возник ещё в конце XIX века, однако в документах его существование упоминается лишь начиная с 1911 года в связи со строительством железной дороги до Сан-Карлос-де-Барилоче. В 1939 году был официально образован муниципалитет Сьерра-Колорада.

## Культура
В городе имеется археологический парк, в котором имеется множество древних рисунков индейцев. Также в городе действует археологический музей, где можно ознакомиться с идолами, использовавшихся в ритуалах коренных племён.